# Гандамакский договор
Гандамакский договор — подписанный в мае 1879 года в деревне Гандамак (возле Джелалабада) договор между Великобританией и Афганистаном, которым завершилась первая фаза второй англо-афганской войны.

## История подписания
В начале второй англо-афганской войны британская армия заняла значительную часть афганской территории и оккупировала Кабул. После провала попыток организовать сопротивление англичанам, эмир Афганистана Шир-Али бежал на север страны, где и скончался 21 февраля 1879 года. Новым эмиром стал его сын Мухаммед Якуб-хан, который, после переговоров с британским дипломатом Каваньяри, согласился прибыть в зимний лагерь британской армии в деревне Гандамак под Джелалабадом для подписания мирного договора.
Якуб-хан и Каваньяри подписали договор в Гандамаке 26 мая 1879 года. Вице-король Индии лорд Эдвард Роберт Литтон ратифицировал договор 30 мая 1879 года.

## Условия договора
По условиям договора Афганистан превращался в зависимое от Великобритании владение. Деятельность эмира ставилась под контроль постоянного британского представителя в Кабуле; в Кабул должна была быть проведена телеграфная линия из Индии. Афганистан терял ряд территорий, включая Хайберский проход. Британские подданные получали право свободного передвижения по стране и свободной торговли в Афганистане. Афганский эмир обязался покровительствовать англо-индийским купцам и не чинить препятствий их транзитной торговле с Центральной Азией. Всем, кто сотрудничал с британцами во время войны, должна была быть объявлена амнистия. Самому эмиру назначалась от британских властей ежегодная субсидия в 600 тысяч рупий.

## Последствия
Условия договора вызвали в Афганистане взрыв возмущения, страна восстала, восставшие войска взяли Кабул и вырезали британскую миссию во главе с Каваньяри. Якуб-хан предпочёл отречься от престола и уехать в Британскую Индию. Возобновилась англо-афганская война.
Однако в итоге война была Афганистаном проиграна. Подписавший в итоге мир с англичанами эмир Абдуррахман в целом был вынужден принять условия Гандамакского договора; в качестве уступки британская сторона согласилась на то, что резидент в Кабуле и его штат будут назначаться из числа индийских мусульман.
Гандамакский договор прекратил действие после третьей англо-афганской войны, когда в подписанном в Равалпинди мирном договоре Великобритания была вынуждена признать Афганистан независимым государством.